# ウルフギャングズ・ビッグ・ナイト・アウト
『ウルフギャングズ・ビッグ・ナイト・アウト』 (WOLFGANG'S BIG NIGHT OUT) とはアメリカのビッグ・バンド、ブライアン・セッツァー・オーケストラが2007年にリリースしたアルバム。

## 解説
クラシックの曲を自己流にアレンジしたクラシック・カバー・アルバム。インスト曲が多い為、これまでにあったパーティー・ミュージック性には欠けるものの、ビッグ・バンドが織り成すダイナミズムは健在である。曲名はブライアンが堅苦しくならないように変えている。

## 収録曲
- ()の中はその曲の原曲
- 12.の原曲はクラシックではない
- 13.は日本盤ボーナス・トラック

1. テイク・ザ・フィフス - Take The 5th(ベートーベン　交響曲第5番（運命）)
2. ワン・モア・ナイト・ウィズ・ユー - One More Night With You(グリーグ　山の魔王の宮殿にて)
3. ウルフギャングズ・ビッグ・ナイト・アウト - Wolfgang's Big Night Out(モーツァルト　アイネ・クライネ・ナハトムジーク)
4. ハニー・マン - Honey Man(ニコライ・リムスキー＝コルサコフ　熊蜂の飛行)
5. イエス・ウィ・カン・カン - Yes We Can Can(オッフェンバック　地獄のオルフェ（天国と地獄）)
6. スウィンギン・ウィリー - Swingin' Willie(ロッシーニ　ウィリアム・テル)
7. 剣の舞 - Sabre Dance(アラム・ハチャトゥリアン　剣の舞)
8. フォー・リサ - For Lisa(ベートーベン　エリーゼのために)
9. ヒア・カムズ・ザ・ブロード - Here Comes The Road(ワーグナー　ローエングリン & メンデルスゾーン　結婚行進曲)
10. 1812オーヴァードライヴ - 1812 Over Drive(チャイコフスキー　1812年)
11. サム・リヴァー・イン・ヨーロッパ - Some River In Europe(ヨハン・シュトラウス2世　美しく青きドナウ)
12. テイク・ア・ブレイク・ガイズ - Take A Break Guys(世の人忘れるな)
13. バッハズ・バウンス - Bach's Bounce(バッハ　主よ、人の望みの喜びよ)